# Daniela Poggi
Daniela Poggi (Savona, 17 ottobre 1954) è un'attrice e conduttrice televisiva italiana.

## Biografia
Nel 1977 ha partecipato al Festival di Sanremo come ballerina durante l'esibizione dei Matia Bazar, con il gruppo di ballo chiamato ironicamente Bazarettes. 
Nel 1978 conduce assieme a Bruno Lauzi la trasmissione Edizione straordinaria su Telemilano 58, rete che diventerà Canale 5 due anni più tardi. Nel 1979 è la soubrette della seconda edizione del varietà televisivo La sberla, in onda sulla Rai Rete 1, assieme a Gianfranco D'Angelo e Gianni Magni, con la regia di Giancarlo Nicotra.
Debutta in teatro nel 1978 con Walter Chiari e si divide tra cinema, teatro e televisione. Nel 1985 incide un disco in chiave italo-disco dal titolo Cielo e nel 1989 conduce alla radio l'ultima edizione della trasmissione Varietà, varietà, accanto a Oreste Rizzini. Dal 2000 al 2004 ha anche condotto lo storico programma televisivo di Rai Tre, Chi l'ha visto? e nel 2005 il programma Una notte con Zeus in onda sempre su Rai Tre in seconda serata. Nel 2000 ha interpretato il ruolo di Maria Madre di Gesù nella fiction San Paolo, e nel 2010 quello del magistrato Flavia Conti nella serie Io e mio figlio - Nuove storie per il commissario Vivaldi. Nel maggio 2001 è stata nominata ambasciatrice dell'UNICEF e come tale ha partecipato ad alcune missioni per aiutare i bambini in Africa. Nel corso della sua carriera ha diretto anche due cortometraggi: Viaggio d'amore (1995) e Non si paga social theatre (2007).
Dal 21 giugno 2013 all'8 marzo 2016 è stata assessore alle politiche culturali e giovanili, pari opportunità e diritti degli animali del comune di Fiumicino.

## Vita privata
In giovane età è stata legata all'attore Walter Chiari. In seguito si è sposata, separandosi dopo cinque anni. Ha adottato una bambina peruviana.

## Filmografia

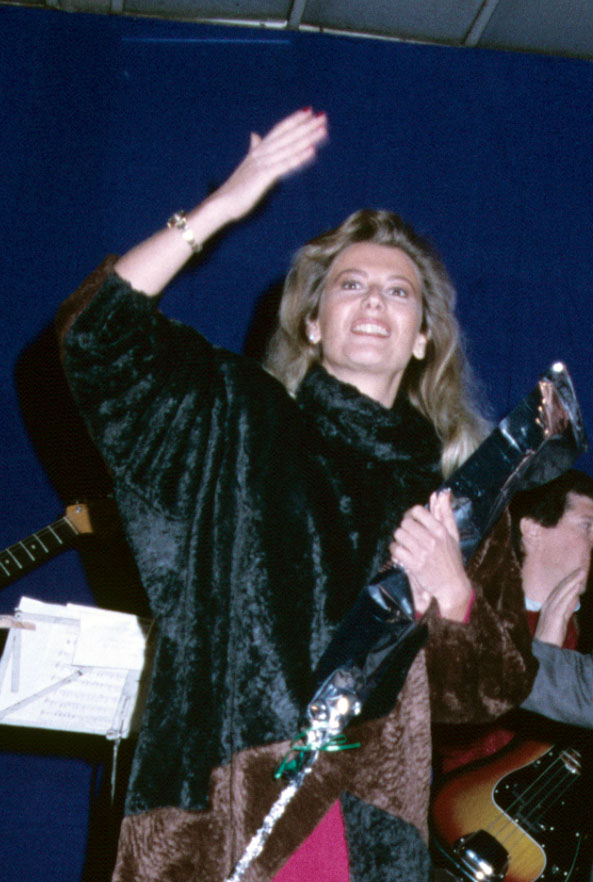
Daniela Poggi in un concerto nel 1986

### Cinema
- Son tornate a fiorire le rose, regia di Vittorio Sindoni (1975)
- L'ultima orgia del III Reich, regia di Cesare Canevari (1977)
- Belli e brutti ridono tutti, regia di Domenico Paolella (1979)
- Tre sotto il lenzuolo, regia di Domenico Paolella e Michele Massimo Tarantini (1979)
- Prestami tua moglie, regia di Giuliano Carnimeo (1980)
- Mi faccio la barca, regia di Sergio Corbucci (1980)
- Speed Cross, regia di Stelvio Massi (1980)
- Quando la coppia scoppia, regia di Steno (1981)
- La gatta da pelare, regia di Pippo Franco (1981)
- Teste di quoio, regia di Giorgio Capitani (1981)
- L'ultimo harem, regia di Sergio Garrone (1981)
- Culo e camicia, regia di Pasquale Festa Campanile (1981)
- I camionisti, regia di Flavio Mogherini (1982)
- Il paramedico, regia di Sergio Nasca (1982)
- Il tifoso, l'arbitro e il calciatore, regia di Pier Francesco Pingitore (1983)
- Quelli del casco, regia di Luciano Salce (1987)
- Giallo alla regola, regia di Stefano Roncoroni (1988)
- Supysaua, regia di Enrico Coletti (1988)
- Doctor M., regia di Claude Chabrol (1990)
- Al calar della sera, regia di Alessandro Lucidi (1992)
- Caino e Caino, regia di Alessandro Benvenuti (1993)
- La strana storia di Olga O, regia di Antonio Bonifacio (1995)
- Viola bacia tutti, regia di Giovanni Veronesi (1998)
- La cena, regia di Ettore Scola (1998)
- Notte prima degli esami, regia di Fausto Brizzi (2006)
- Io non lo so, regia di Paolo Damosso (2007)
- Il passato è una terra straniera, regia di Daniele Vicari (2008)
- L'ultima estate, regia di Eleonora Giorgi (2009)
- Basta poco, regia Andrea Muzzi e Riccardo Paoletti (2014)
- L'esodo, regia di Ciro Formisano (2015)
- Infernet, regia di Giuseppe Ferlito (2016)
- Ovunque tu sarai, regia di Roberto Capucci (2017)
- Sconnessi, regia di Christian Marazziti (2018)
- La mia seconda volta, regia di Alberto Gelpi (2018)
- Dillo al mare, regia di Riccardo Sesani (2020)
- L'anima in pace, regia di Ciro Formisano (2024)

### Televisione
- L'occhio di Giuda, regia di Paolo Poeti – miniserie TV (1982)
- Un caso d'incoscienza, regia di Emidio Greco – film TV (1984)
- La ragazza dell'addio, regia di Daniele D'Anza – miniserie TV (1984)
- I ragazzi di celluloide 2, regia di Sergio Sollima – miniserie TV (1984)
- Voglia di volare, regia di Pier Giuseppe Murgia – miniserie TV (1984)
- I veleni dei Gonzaga, regia di Vittorio De Sisti – film TV (1984)
- Il commissario Corso – serie TV (1987)
- Sound, regia di Biagio Proietti – miniserie TV (1989)
- I figli del vento, regia di Enzo Doria – film TV (1989)
- Solo, regia di Sandro Bolchi – miniserie TV (1989)
- Vita dei castelli, regia di Vittorio De Sisti (1990)
- La primavera di Michelangelo, regia di Jerry London – miniserie TV (1990)
- Il commissario Corso – serie TV, episodio Patto con la morte (1991)
- Ti ho adottato per simpatia, regia di Paolo Fondato – film TV (1991)
- La ragnatela, regia di Alessandro Cane – miniserie TV (1991)
- La moglie nella cornice, regia di Philippe Monnier (1991)
- La cavalière, regia di Philippe Monnier (1992)
- Il coraggio di Anna, regia di Giorgio Capitani – miniserie TV (1992)
- Morte a contratto, regia di Giorgio Lepre (1993)
- La ragnatela 2, regia di Alessandro Cane – miniserie TV (1993)
- Amico mio – serie TV, episodio Per troppo amore (1993)
- Butterfly, regia di Tonino Cervi – miniserie TV (1995)
- Belle Époque, regia di Gavin Millar – miniserie TV (1995)
- Due per tre – sitcom, episodio Abbasso gli uomini (1997)
- Incantesimo, regia di Alessandro Cane e Tomaso Sherman – soap opera (1998-2005)
- Sotto il cielo d'Africa, regia di Ruggero Deodato (1998)
- Una donna per amico – serie TV (1998)
- Un prete tra noi 2 – serie TV, episodio Per troppo amore (1999)
- San Paolo, regia di Roger Young – miniserie TV (2000)
- Vento di ponente – serie TV (2002)
- Le cinque giornate di Milano, regia di Carlo Lizzani – miniserie TV (2004)
- Il maresciallo Rocca 5 – serie TV, episodio Il mistero di Santa Brigida (2005)
- Capri – serie TV (2006)
- Nebbie e delitti – serie TV, episodio Vietato ai minori (2007)
- Capri 2 – serie TV (2008)
- Io e mio figlio - Nuove storie per il commissario Vivaldi – serie TV (2010)
- Con il sole negli occhi – film TV (2014)
- Le tre rose di Eva 4 – serie TV (2017)
- L'allieva 2 – serie TV (2018)

## Teatro
- Hai mai provato nell'acqua calda?, regia di Walter Chiari (1978)
- Felici e contenti, regia di Pietro Garinei (1979)
- L'angelo azzurro, regia di Alessandro Giupponi (1983)
- Se ne cadette o' teatro, regia di Bruno Colella (1984)
- 'Na santarella, regia di Mario Scarpetta (1985)
- Una specie di storia d'amore, regia di Gianni Leonetti (1989)
- Conoscenza carnale, regia di Massimo Milazzo (1990)
- L'ultimo Yankee, regia di John Crowther (1994)
- Trappola per un uomo solo, regia di Silvio Maestranzi (1995)
- L'albergo del libero scambio, regia di Mario Missiroli (1997)
- Il martello del diavolo, regia di Oreste Valente (1997)
- La storia degli orsi panda..., regia di Gianni Leonetti (1999)
- L'amico di tutti, regia di Piero Maccarinelli (2000)
- Due eroi romantici, regia di Emanuele Montagna (2000)
- Dovevi essere tu?, regia di Ennio Coltorti (2001)
- La sciarpa di Isadora, regia di Rosario Galli (2004)
- Medea, regia di Beppe Arena (2004)
- Perché il fuoco non muore. La vita agra di Tina Modotti, regia di Beppe Arena (2006)
- Luna pazza, regia di Gaetano Aronica (2006)
- Il divo Garry, regia di Francesco Macedonio (2007)
- Donne informate sui fatti, regia di Beppe Navello (2009)
- Partire, regia di Giancarlo Cauteruccio (2009)
- Io, madre di mia madre, regia di Daniela Poggi e Silvio Perone (2009)
- Le ultime sette parole di Cristo in croce, con il Quartetto di Cremona (2010)
- Eda. Una donna del novecento, regia di Silvio Peroni (2011)
- Il signore del sorriso, regia di Silvio Peroni (2011)
- L'amore impaziente, regia di Silvio Peroni (2011)
- Tutto per bene, regia di Gabriele Lavia (2012-2013)
- A ciascuno il suo, regia F. Catalano (2014)
- Anima Animale, regia Luca de Bei (2015)
- Amici amori amanti, ovvero La verità, regia di Enrico Maria Lamanna (2018-2019)
- Emily Dickinson - Vertigine in altezza, regia di Emanuele Gamba (2019)
- Figlio, non sei più giglio, regia di Stefania Porrino, con Mariella Nava (2023-in corso)

## Programmi televisivi
- Edizione straordinaria (TeleMilano 58, 1978)
- La sberla (Rete 1, 1979)
- Azzurro (Rete 2, 1982)
- XIX Mostra internazionale di Musica Leggera (Rai 1, 1983)
- Festivalbar Story (Canale 5, 1983)
- Il trappolone (Rai 2, 1984)
- Shaker (Rai 2, 1985)
- Una festa per il cinema (Rai 1, 1988)
- Una cartolina da Napoli 1990 (Rai 1, 1990)
- Giostra di Capodanno (Rai International, 1996)
- Chi l'ha visto? (Rai 3, 2000-2004)
- Una notte con Zeus (Rai 3, 2005)

## Riconoscimenti
Nel 2010 è stata premiata con il Grand Prix Corallo città di Alghero per l'attività di attrice e ambasciatrice UNICEF.  Nel 2015 riceve il premio Anita Ekberg.  Premio miglior attrice al Tulipani di Seta nera Film Festival per L'amante Sjogren nel 2015. Nel 2017 e 2018 riceve i seguenti premi: Premio miglior attrice protagonista per il film L'Esodo a Villammare Festival, Santa Marinella Festival,Foggia Festival, Fano Festival, Napoli film festival,  Festival delle Cerase, Asti Film Festival, Toulouse Film Festival e Cipro film festival.

## Discografia

### 45 giri
- 1985 – Cielo/Break up (Polydor, 881 926-7), sigla Italo disco del programma Shaker Shaker

### 33 giri
- 1988 – Donna speciale (Video Star, VS-000162)